# 岩竹徹
岩竹 徹（いわたけ とおる、1951年 - ）は、日本の音楽学者、慶應義塾大学環境情報学部名誉教授。専門分野はコンピュータ音楽。

## 学歴
- 慶應義塾大学工学部機械工学科 (1974年)
- イリノイ大学音楽学部大学院修士課程 (1975年)
- ハーバード大学音楽学科作曲博士課程 (1980年)
- MIT (Harvard-MIT exchange program,1978~80)
- Ph.D (音楽) (ハーバード大学， 1980年)

## 略歴
- ハーバード大学在学中は、MITとの交換プログラムにより、MITのBarry Vercoeのスタジオでコンピュータ音楽の研究を行った。
- 1979年ガウデアムス国際作曲コンクール入賞、およびMBロックフェラー財団賞、1980年以降は、オーストラリア、カナダ、アメリカ、ヨーロッパからフェロー等で招かれ作曲家として活動。
- 1990年に慶應義塾大学環境情報学部創設に参加し現在同教授。
- コンピュータ音楽の最先端で活動中。世界各国で作品が演奏されている。
- 2016年1月20日に慶應義塾大学の湘南藤沢キャンパスにて最終講義を行う[2]。

## 著書

### 単著
- 『コンピュータミュージック』(新コンピュータサイエンス講座) オーム社 、1994年4月1日、ISBN 978-4274129605

### 共著
- 『x‐DESIGN -未来をプロトタイピングするために』 慶應義塾大学出版会、2013年3月15日、ISBN 978-4766420128

## 関連人物
- Licaxxx[3]
- Carpainter[3]